# Aeroprakt A-32
Аеропракт А-32 (Aeroprakt A-32, назва на Австралійському ринку Vixxen) — надлегкий двомісний літак українського виробництва, який було сконструйовано Юрієм Яковлевим. Випускається компанією Аеропракт.

## Конструкція
За конструкцією — одномоторний поршневий високоплан із тяговим гвинтом та триопорним шасі, що не прибирається у польоті.
Розроблений як розвиток успішної моделі А-22, основною відмінністю від неї є нова форма фюзеляжу та цільноповоротне горизонтальне оперення, на відміну від окремих стабілізатора та руля висоти на попередній моделі. Крило стало коротшим на 10 сантиметрів, а корисний об’єм паливних баків зменшився до 90 л.
Силовою установкою виступає двигун Rotax 912 ULS потужністю 100 к.с., що обертає трилопатевий тяговий повітряний гвинт виробництва ТОВ КиївПроп, як опція можуть пропонуватись повітряні гвинти іноземних виробників.

## Варіанти

#### Aeroprakt A-32L
Надлегкий варіант A-32 із максимальною злітною масою (MTOW), що дорівнює 450 кг (чи 472.5 кг з парашутною рятувальною системою) відповідно до Європейських вимог до надлегких повітряних суден. Використані тонші листи обшивки, полегшений лонжерон, що розрахований на меншу злітну вагу.

## Специфікації
| екіпаж                             | 1                                               |
| місткість                          | 1 пасажир                                       |
| довжина, м                         | 6.27                                            |
| розмах крила, м                    | 9.45                                            |
| висота, м                          | 2.22                                            |
| вага пустого, кг                   | 320 (може відрязнятись, залежно від оснащення)  |
| максимальна злітна вага (MTOW), кг | 600                                             |
| ємність паливного бака             | 90 л у двох баках у консолях крила              |
| кількість двигунів                 | 1                                               |
| двигун                             | Rotax 912ULS                                    |
| тип двигуна                        | 4-циліндровий горизонтально-опозитний поршневий |
| Паливо                             |                                                 |
| потужність, к.с                    | 100                                             |

## Аварії
Джерело: ASN Database